# Geschichte Dornbirns

Wappen Dornbirns seit dem
23. September 1655

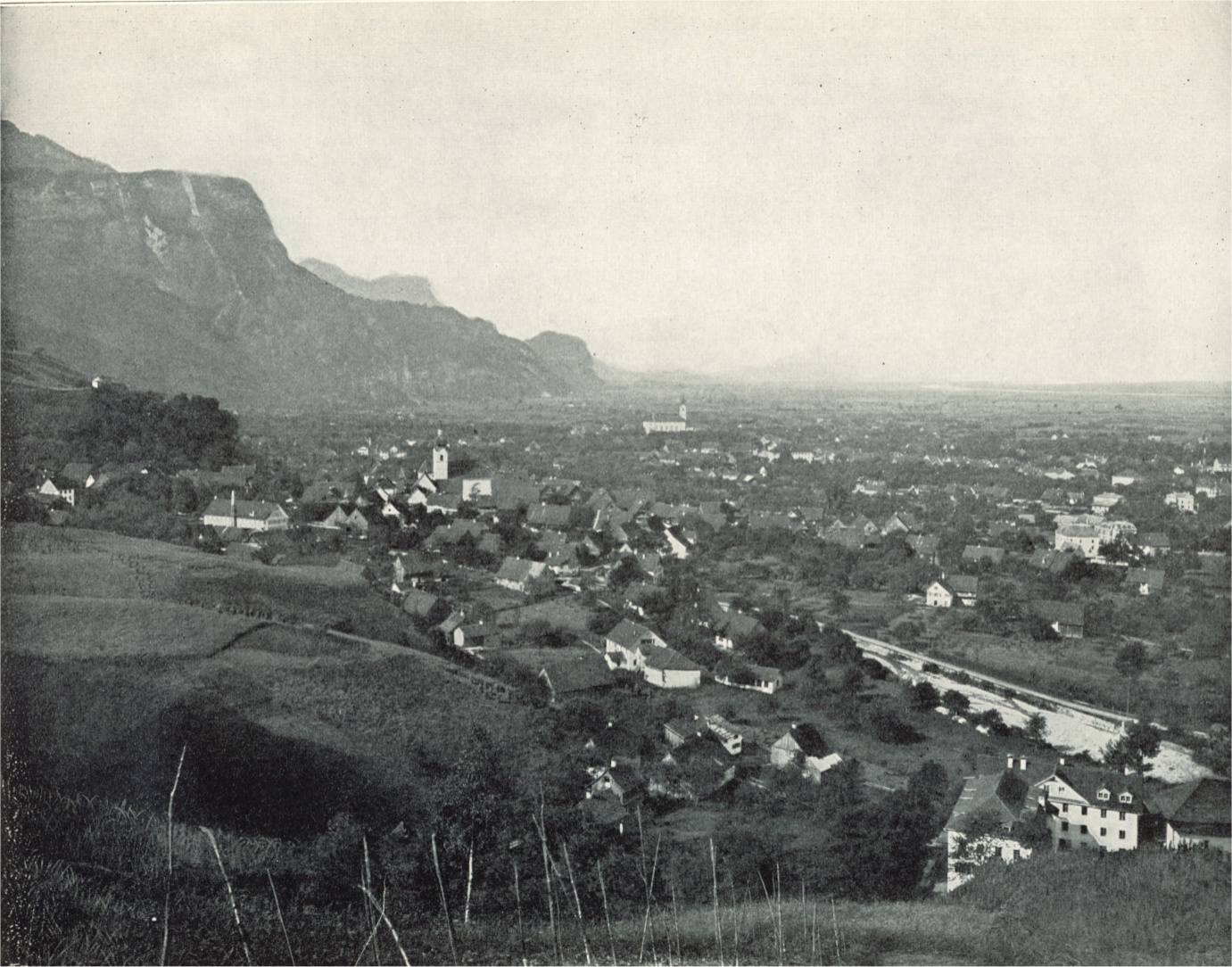
Ansicht der Gemeinde Dornbirn Anfang bis Mitte der 1890er-Jahre

Dieser Artikel behandelt die Geschichte der Stadt Dornbirn in Vorarlberg (Österreich). Bedeutsamkeit erlangte die heute größte Stadt des Landes erst ab Mitte des 19. Jahrhunderts, mit dem Aufblühen der Textilindustrie im Kaisertum Österreich. Dennoch seien hier auch die Ursprünge der heute 51.876 Einwohner (Stand 1. Jänner 2024) zählenden Bezirkshauptstadt erwähnt.

## Ur- und Frühgeschichte
Archäologische Funde im Rheintal sowie in der Walgau-Region belegen eine frühe Siedlungstätigkeit in Vorarlberg besonders im Bereich der Inselberge bei Götzis und Koblach. Auch waren die Hügel von Feldkirch und die Umgebung von Bregenz und Bludenz Orte reger Siedlungstätigkeit. In der Rinder- und Mönchshöhle im Ebnit wurden zwar Reste späteiszeitlicher Tiere (Höhlenbär und Ren) gefunden, ob diese jedoch von Jägern gejagt worden waren, konnte nicht ohne Zweifel festgestellt werden. Im Dornbirner Gemeindegebiet konnten die ältesten Funde menschlicher Anwesenheit vom Sünser Joch und den Ufern des Sünser Sees in 1800-1900 m ü. A. in die mittlere Steinzeit (8000 bis 3000 v. Chr.) datiert werden. Ein weiteres Fundstück, welches 1971 bei Aushubarbeiten für den Neubau der Achmühler Brücke gefunden wurde, konnte als scheibenförmiger Keulenkopf aus Quarzit identifiziert und der Zeit von 3000 bis 1800 v. Chr. zugeordnet werden. Es handelt sich dabei um den ältesten Fund auf heute noch bewohntem Gemeindegebiet.

### Römisches Reich
Auch aus der Zeit, als das Gebiet des heutigen Dornbirn zur römischen Provinz Raetia gehörte, sind nur wenige Funde im Dornbirner Gemeindegebiet bekannt. Neben einigen römischen Münzen kommt eine Doppelknopffibel aus dem 1. Jahrhundert, die zur damaligen Frauentracht gehörte. Archäologisch interessant ist auch die Römerstraße von Chur (Curia Rhaetorum) nach Bregenz (Brigantium), deren Trasse am Berghang entlang durch Dornbirn verlaufen sein soll. Weder in der Zeit der römischen Herrschaft noch davor kann somit eine Besiedlung des Gemeindegebiets bestätigt werden.

### Die alamannische Landnahme

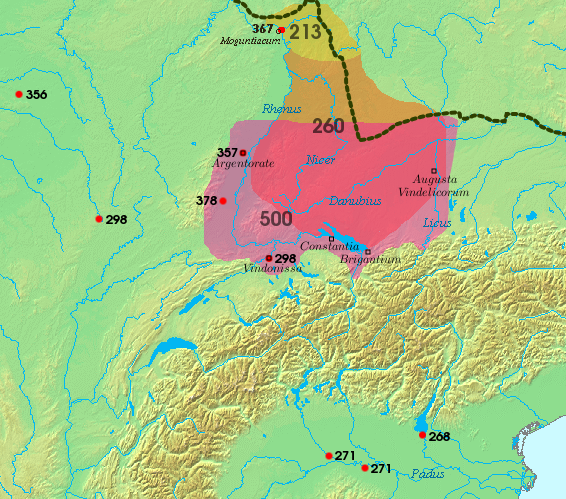
Alamannische Expansion vom 3. bis zum 6. Jahrhundert

In der Mitte des 3. Jahrhunderts drangen kriegerische Germanenverbände vom Main aus auf das Gebiet des heutigen deutschen Bundeslandes Baden-Württemberg vor. Da die römische Verteidigungslinie – der Limes – dabei durchbrochen wurde, nahmen die römischen Truppen die Verteidigungsgrenze auf Rhein, Bodensee, Iller und Lech zurück (Donau-Iller-Rhein-Limes). Anschließend schlossen sich die verschiedenen germanischen Stämme, die in dieses Gebiet eingedrungen waren, unter dem Namen Alamannen zu einem Stamm zusammen. Mehrmals schlugen daraufhin alamannische Kampfverbände gegen den Süden, oftmals auch gegen das von den Römern besetzte Alpenrheintal. Als sich schließlich nach dem Zusammenbruch des Römischen Imperiums im fränkischen Herzogtum Alamannien die Alamannen ins Rheintal vorwagten, trafen sie auf ein dünn besiedeltes Gebiet. 
1898 wurde in der Mittelfeldstraße ein Grab entdeckt, welches eindeutig alamannisch ist, es ist dies der erste Beweis für eine Siedlungstätigkeit auf heutigem Dornbirner Gemeindegebiet. Ob dieses Grab, welches vermutlich zu einem ganzen Gräberfeld gehörte und auf eine Siedlung im 6. und 7. Jahrhundert schließen lässt, einen Zusammenhang mit dem späteren Torrinpuirron zulässt, ist nicht bekannt. In jedem Fall kann gesagt werden, dass sich mit großer Wahrscheinlichkeit auf dem Gebiet des heutigen Stadtbezirks Hatlerdorf die erste alamannische Siedlung auf heutigem Dornbirner Gemeindegebiet befand.

## Mittelalter

### Erste urkundliche Erwähnungen
Im Jahre 719 wurde das Kloster St. Gallen von Otmar von St. Gallen gegründet. Dieses wurde innerhalb kürzester Zeit zu einem der wichtigsten geistlichen und kulturellen Zentren sowie zu einem bedeutsamen Machtfaktor. Den zahlreichen Besitztümern des Klosters verdankt Dornbirn seine erste urkundliche Erwähnung. Eine am 15. Oktober 895 angefertigte Urkunde über einen Grundstückstausch mit einem Gutsherrn namens Hadamar trägt auf der Rückseite einen zeitgenössischen Archivvermerk. Der lateinische Originaltext dieses Aktenvermerks lautet Concambium Hadamari de Schostinizinisvvilare et Torrinpuirron, ins Deutsche übersetzt heißt das etwa so viel wie „Tausch des Hadamar zu Schostinizinisvvilare und Torrinpuirron“. Es gilt als erwiesen, dass mit Torrinpuirron die damalige Siedlung auf dem Gebiet des heutigen Dornbirn gemeint ist. Leider ist selbst nach intensivsten Nachforschungen bis heute noch nicht geklärt, wo sich das angesprochene Gebiet von Schostinizinisvvilare befindet. Torrinpuirron hingegen steht demnach für Die Höfe des Torro, wobei Torro ein zu jener Zeit häufiger alamannischer Name war (er lässt sich bis ins Jahr 772 in St. Galler Urkunden zurückverfolgen) und der namensgebende Torro ein ansässiger Bauer sein könnte, der eine Siedlung aus mehreren Höfen (entsprechend den damals vorherrschenden alamannischen Siedlungsformen) im Niederdorf, dem heutigen Stadtzentrum nahe der St. Martinskirche gründete. Der zweite Teil des Ortsnamens, -büren oder -beuren wurde als Ansiedlung, Haus übersetzt, was wiederum die obige Übersetzung als Ansiedlung oder Höfe des Torro bestätigt. 
Erst 62 Jahre später, am 21. Mai 957 scheint der Name Thornbiura erstmals als offizieller Teil einer Urkunde auf. In diesem Text heißt es, dass die beiden Brüder Engilbret und Hupreht dem Kloster St. Gallen ihren gesamten Besitz, den sie in der villa (lat. Dorf) Thornbiura besaßen, übereigneten und diesen gegen einen jährlichen, auf Martini (11. November) fälligen, Zins von einem Pfennig als beneficum (lat. Lehen) zur Bewirtschaftung zurückerhalten. Zum Zweck dieser Schenkung war der damalige St. Galler Abt Cralo persönlich nach Dornbirn gekommen, um an der Beurkundung teilzunehmen. Die beiden Brüder Engilbret und Hupreht dürften demnach einem hohen sozialen Status, ähnlich dem Adel, angehört haben und dementsprechend wichtige Personen gewesen sein, dass der Abt persönlich – damals einer der bedeutendsten und mächtigsten Männer der Region – dieser Beurkundung beiwohnte.

### St. Galler Kellhof in Dornbirn
Wie bereits beschrieben hatte das Kloster St. Gallen sehr früh schon wesentlichen Einfluss auf die Entwicklung der gesamten Rheintalregion. Schließlich hatte das Kloster eine derart große Bedeutung erreicht, dass mehrere Dörfer komplett dem Kloster unterstanden (beispielsweise Höchst). Den Mittelpunkt solcher Dörfer bildete meist ein sogenannter Meier- oder Kellhof. Diese hatten ihre Namen nach den Amtsträgern, die sie leiteten, dem Meier (villicus) oder Keller (cellarius). Auch in der Dornbirner Siedlung dürfte es einen Kellhof gegeben haben. Dies lässt sich unter anderem aus dem Termin ableiten, zu welchem noch im Spätmittelalter und in der frühen Neuzeit Abgaben geleistet werden mussten: dem St. Othmarstag, dem Namenstag des Begründers des St. Galler Klosters. Nachforschungen zufolge befand sich dieser Kellhof unmittelbar südlich der Stadtpfarrkirche St. Martin, westlich der heute existierenden Marktstraße auf Höhe der Einmündung in die Schillerstraße.

### Herrschaft der Grafen von Bregenz

Karte der Gaugrafschaften im Gebiet der heutigen Ostschweiz. Dornbirn gehörte zum Ringowe.

Im fränkischen Reich der Karolinger wurde das Reichsgebiet in verschiedene Gaue unterteilt, denen Beamte als Stellvertreter des Königs vorstanden. Diese trugen den Titel comes (Grafen). Jene Grafen, die im fränkischen Reich über den Rheingau (Ringowe), zu welchem Dornbirn gehörte, bestimmten, waren die Grafen von Bregenz. Diese stammten aus dem Adelsgeschlecht der Udalrichinger, das nach dem häufig verwendeten Namen Uodalrich (Ulrich) benannt war. Dank einer entfernten Verwandtschaft mit Kaiser Karl dem Großen hatte diese Familie die Grafenrechte am Bodensee und im Alpenrheintal größtenteils in ihren Besitz bringen und behaupten können. Die Grafen von Bregenz und das Kloster St. Gallen entwickelten sich bald schon zu erbitterten Rivalen hinsichtlich besitzpolitischer Fragen. Diese Streitigkeiten fanden in den 1070er Jahren im Rahmen des europaweiten Investiturstreits ihren vorläufigen Höhepunkt. Im Rahmen dieses Streits hielt das Kloster St. Gallen zu Kaiser Heinrich IV., während die Bregenzer Grafen die Politik Papst Gregors VII. unterstützten. Mit den Welfen hielt gleichzeitig auch eines der bedeutendsten schwäbischen Grafengeschlechter zum Papst. Als Herzog Welf IV. im Jahre 1079 einen Feldzug am Rhein entlang südwärts machte, annektierte er allem Anschein nach die St. Gallischen Besitzungen und verteilte diese als Kriegsbeute anschließend an sein Hauskloster, die Benediktinerabtei Weingarten und das Frauenkloster Hofen bei Friedrichshafen. Der Dornbirner Kellhof dürfte demnach dem Weingartener, die St. Martinskirche hingegen dem Hofener Kloster zugefallen sein. Wie es scheint, wurden auch die Bregenzer Grafen mit Dornbirner Gut beschenkt, denn im späten Mittelalter lässt sich ein beachtlicher Gutshof des Klosters Mehrerau, welches von Graf Ulrich X. von Bregenz gegründet worden war, in Dornbirn nachweisen. Die Höfe der Klöster Hofen und Mehrerau befanden sich nicht weit voneinander entfernt, was den Schluss nahelegt, dass diese einst eine Einheit bildeten und erst nachträglich durch die Schenkung an die Bregenzer Grafen getrennt worden waren. Nach dieser gewaltsamen Aneignung des St. Gallener Besitzes änderten sich auch die Machtverhältnisse in Dornbirn zugunsten der Grafen von Bregenz. Diese übten fortan nicht nur die hohe Gerichtsbarkeit, sondern auch die zuvor vom Kloster ausgeübte niedere Gerichtsbarkeit aus. Diese Gerichtsrechte der Bregenzer waren nicht gefährdet, da alle drei geistlichen Institutionen in Dornbirn (Kloster Hofen, Mehrerau und Weingarten) nicht über die nötige Basis verfügten, um ihnen diese streitig zu machen.

### Herrschaft der Grafen von Montfort

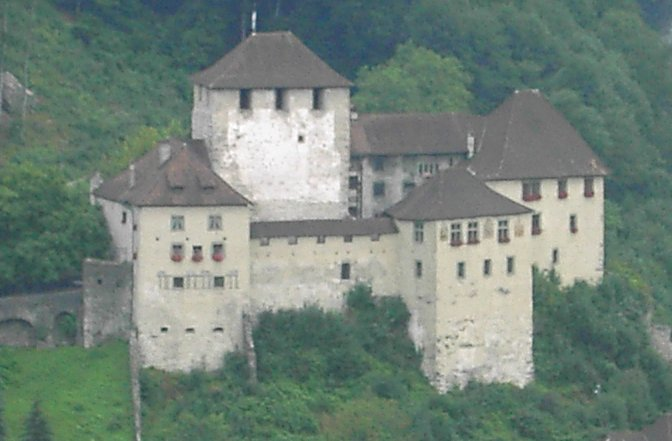
Die Feldkircher Schattenburg war Stammsitz der Grafen von Montfort-Feldkirch.

Im Jahre 1150 verstarb mit Graf Rudolf von Bregenz der letzte männliche Angehörige des udalrichingischen Adelsgeschlechts zu Bregenz. Sein Erbe teilten sich dessen Schwiegersohn, Pfalzgraf Hugo I. von Tübingen und ein entfernter Verwandter des verblichenen, Graf Rudolf von Pfullendorf. Als Pfalzgraf Hugo im Jahr 1182 starb, hinterließ er Rudolf, dem älteren seiner beiden Söhne, den Pfalzgrafentitel sowie sämtliche Tübinger Besitzungen. Sein jüngerer Sohn namens Hugo erhielt Güter und Rechte aus dem angetretenen Bregenzer Erbe. Dieser Hugo errichtete um das Jahr 1200 bei Götzis eine Burg, der er den Namen Montfort (starker Fels, starke Burg) gab. Demnach nannte er sich fortan auch von Montfort. Etwa zur selben Zeit gründete er mit der Errichtung der Schattenburg die Stadt Feldkirch. Die Söhne Hugos wiederum, Hugo II. und Rudolf, teilten das väterliche Erbe. Während Hugo II. die rechtsrheinischen Besitzungen und unter anderem auch Dornbirn erhielt, spaltete sich Rudolf mit seinen Besitzungen linksrheinisch ab und gründete bei Buchs einen eigenen Stammsitz und nannte sich hernach auch von Werdenberg.
Um 1270 spalteten sich die Montforter Grafen in drei Linien auf: Montfort-Feldkirch, Montfort-Bregenz und Montfort-Tettnang. Dornbirn fiel damit abermals unter den Einfluss der Bregenzer Grafenfamilie und blieb deren Untertan bis 1338. Als dann die Bregenzer Linie der Montforter Grafen ausstarb, kam Dornbirn gemeinsam mit dem hinteren Bregenzerwald zur Herrschaft Feldkirch. Dieser Herrschaftswechsel sorgte auch in Dornbirn für einige Turbulenzen, besonders bei der Oberschicht. Ein Teil dieser Dornbirner Bürger unter Führung von Johann Huber (Huober) engagierte sich für einen Anschluss an den Tettnanger Zweig. Als Ulrich von Montfort-Feldkirch 1338 Dornbirn annektierte, mussten die wohlhabenden Bürger Bürgschaften gegen fluchsämi (unerlaubtes Wegziehen) leisten. Huber begab sich dennoch zu Graf Wilhelm von Montfort-Tettnang, woraufhin sein gesamtes Hab und Gut konfisziert wurde. Erst zwei Jahre später hob ein Schiedsgericht diese Sanktionen gegen Huber auf.

### Dornbirn wird Teil des Habsburgerreichs

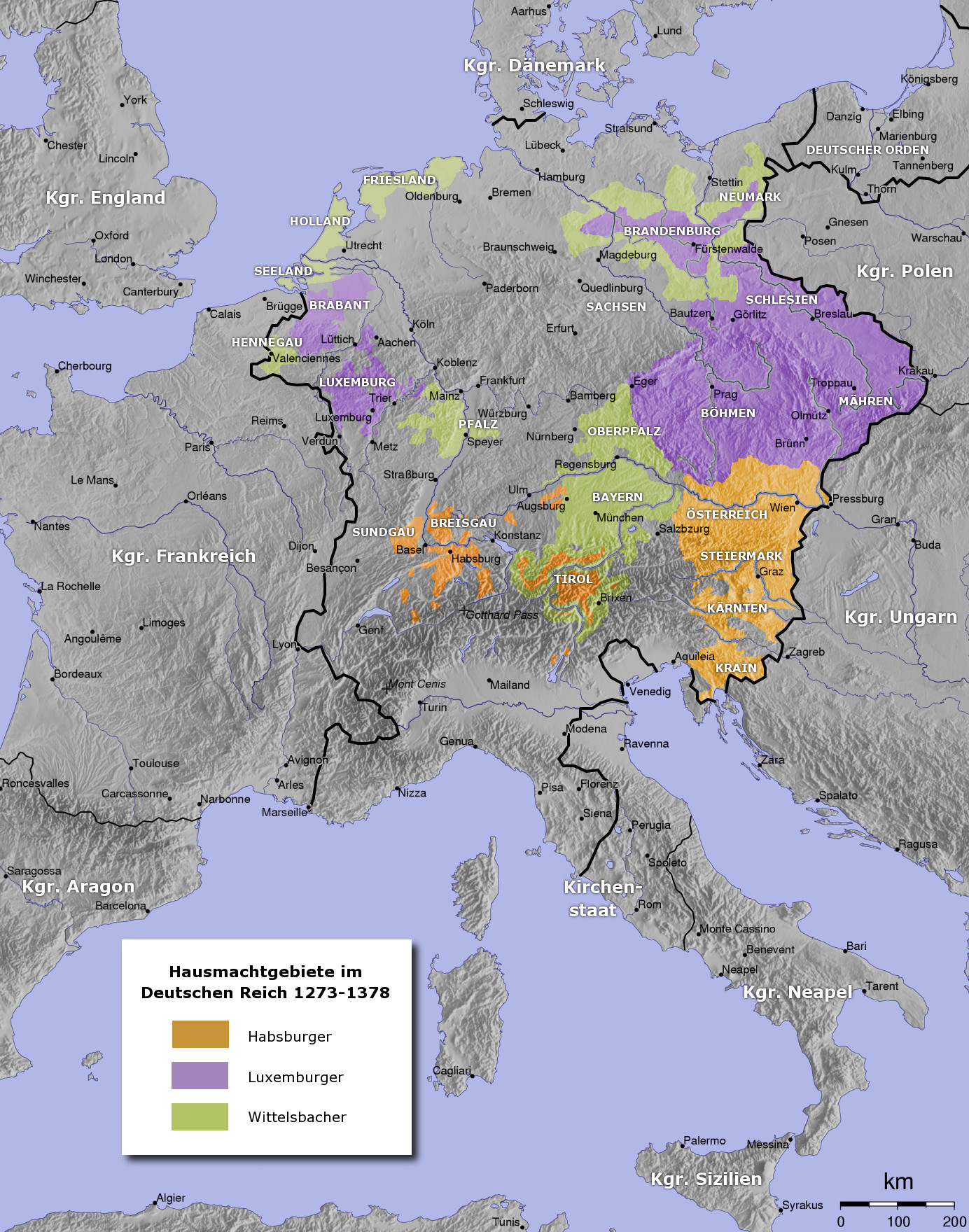
Dornbirn als Teil des HRR im 14. Jahrhundert

Seit die Habsburger unter König Rudolf I. 1278 die Herzogtümer Österreich und Steier besaßen, konzentrierten sie sich vor allem darauf, ihre angestammten Besitzungen im Westen – in der Schweiz, im Elsass, im Breisgau und in Schwaben – mit den neuen Herrschaftsgebieten im Osten zu verbinden. Sehr bald schon rückte daher auch das Gebiet des heutigen Vorarlbergs und damit auch die Siedlung Dornbirn ins Zentrum der habsburgischen Interessen. 1337 schlossen Rudolf III. und Ulrich II., beide von Montfort-Feldkirch, ein ewiges Bündnis mit den Herzögen von Österreich, das die Besitzungen Montfort-Feldkirchs langfristig unter habsburgischen Einfluss brachte.
1363 fasste Herzog Rudolf IV. als erster Habsburger in Vorarlberg Fuß, indem er den Rittern Thumb von Neuburg deren Burg und Herrschaft abkaufte. Zu dieser Zeit besaß Graf Rudolf IV. von Montfort-Feldkirch die Herrschaft Feldkirch, zu welcher nun auch Dornbirn gehörte. Da drei seiner vier Söhne noch vor ihm verstarben, verließ der vierte Sohn – Graf Rudolf V., welcher Dompropst von Chur war, den geistlichen Stand und heiratete 1369 Agnes von Mätsch. Nach dem Tod seines Vaters am 13. März 1375 trat er dessen Nachfolge an. Bereits am 22. Mai desselben Jahrs veräußerte er den Großteil seines Besitzes um 30.000 Gulden an Österreich. Die letzte Rate dieses Kaufpreises wurde 1379 bezahlt.
Daher huldigten am 9. Jänner 1380 Ammänner und Landleute des Bregenzerwalds, von Staufen, Langenegg, Dornbirn – samt der eigens angeführten Parzelle Knüwen (Knie) – ihrem neuen Landesherren, Herzog Leopold III. und schworen ihm Gehorsam. Dieser wiederum versprach den Dornbirnern Unteilbarkeit und Unverkäuflichkeit der Dornbirner Herrschaft. Auf dieses Versprechen berief sich das Dornbirner Gericht 1655, als es an die Emser veräußert werden sollte.

### Herrschaft der Grafen von Ems
Die Habsburger ließen durch ihre Feldkircher Vögte die Landesherrschaft über Dornbirn und alle anderen Besitzungen im neu erworbenen Herrschaftsgebiet Feldkirch ausüben. Währenddessen gelangen den Emsern eine Reihe wichtiger Erwerbungen auf Dornbirner Gemeindegebiet. Die Kaufurkunde des Johann Sigberg ist historisch bedeutsam, da sie die erste emsische Erwerbung von Grund in Dornbirn darstellt. Auch kaufte am 21. Mai 1388 Ritter Ulrich II. vom Ems der Reiche – vom Weingartner Abt Ludwig um 300 Pfund Haller den Kirchensatz und das Widum zu Dornbirn, also das Patronatsrecht über die Pfarrkirche St. Martin und die zur Ausstattung der Kirche gehörenden Güter. 
Bereits am 20. Juli desselben Jahrs beurkundeten die Meisterin und der Konvent des Frauenklosters Hofen bei Buchhorn den Verkauf ihres Dornbirner Kellhofs an Ritter Ulrich den Jüngeren (damit ist Ulrich IV. gemeint – der Sohn von Ulrich II.). Der Kaufpreis belief sich auf 850 Pfund Pfennig. Unklar bleibt dabei, ob zu diesem Zeitpunkt noch, wie in der Urkunde beschrieben, Gerichtsrechte mit dem Kellhof verbunden waren. Ein Aufbegehren der Bevölkerung Dornbirns gegen die Adeligen Grundherrschaften wurde in den Appenzellerkriegen deutlich, als die Dornbirner an der Seite der Appenzeller gegen Adel und Klerus kämpften.

### Gründung der Landesstände
Am 18. August 1391 schloss Graf Albrecht III. von Werdenberg-Heiligenberg, Herr zu Bludenz, einen Vertrag mit dem Ammann, dem Rat und den Bürgern der Stadt Feldkirch sowie allen Ammännern, Gerichten und Bürgern in der Herrschaft Feldkirch, zu welcher auch die Siedlung Dornbirn gehörte. Bludenz und Feldkirch schlossen darin auf 40 Jahre ein Bündnis zum gegenseitigen Schutz, das sich gegen alle denkbaren Feinde richtete, ausgenommen die Herzöge von Österreich. Dieses Landfriedensbündnis betrachten Historiker heute als Gründungsurkunde der Vorarlberger Landesstände.

## Neuzeit

### Hexenverfolgungen in Dornbirn

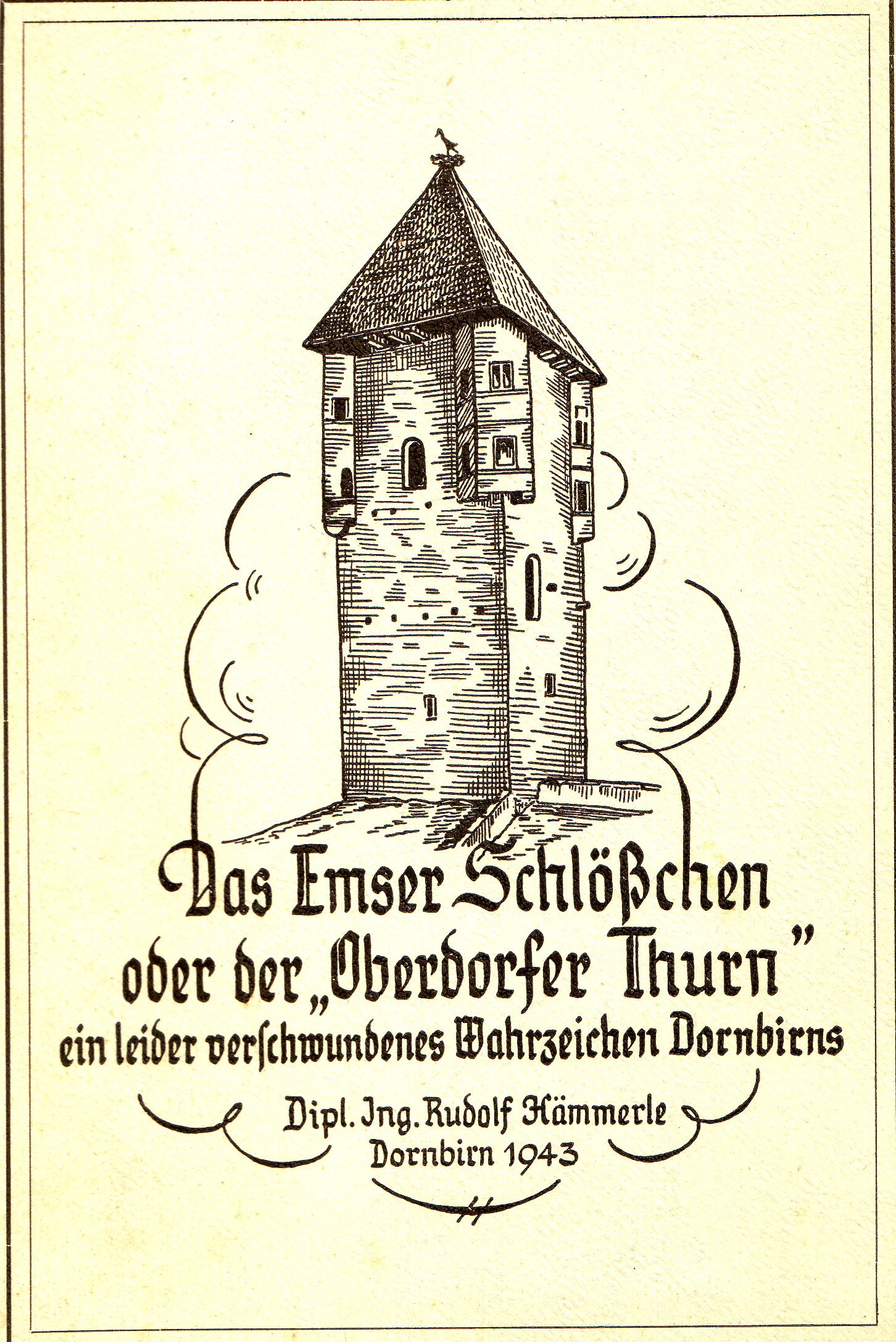
Das Oberdorfer Schlößchen – erbaut 1465

In der wirtschaftlichen Krisenzeit in der Mitte des 16. Jahrhunderts kam es in ganz Vorarlberg vermehrt zu gerichtlichen Hexenverfolgungen. Diese scheinen im Bregenzerwald ihren Ursprung genommen und sich dann rasant über die gesamte Herrschaft Feldkirch sowie nach Bregenz ausgeweitet zu haben. Den Ausbruch der Hexenprozesswelle um die Jahrhundertwende in Dornbirn bildete die Verhandlung gegen eine gewisse Margareth von Alberschwendi, so zu Dornbpeurn haust. Nachdem der Vogt von Feldkirch die Frau drei Tage nacheinander foltern lassen hatte, ohne dass dabei etwas gegen sie vorgebracht werden konnte, wandten sich die Feldkircher Beamten an die Regierung in Innsbruck, um zu erfragen, wie sie weiter vorzugehen hatten. Aus Innsbruck kamen daraufhin strenge Anweisungen, solch unbedachte und unbegründete Vorwürfe in Zukunft zu unterlassen. Auch wurde den Feldkircher Beamten die unabhängige Gerichtsbarkeit entzogen. Damit fanden die Hexenprozesse in den Herrschaften vor dem Arlberg vorläufig ein Ende.
Erst für den Sommer 1563 ist wieder ein Versuch belegt, die Feldkircher Behörde zur Einleitung eines neuen Hexenprozesses zu bewegen. Peter Diem aus Dornbirn klagte eine Frau als Verursacherin für seinen schwindenden Viehbestand. Kurz darauf traf wiederum eine Rüge aus Innsbruck ein, dass Vorwürfe, die sich auf Aberglaube begründen, zu ignorieren seien und wenn überhaupt Peter Diem zu bestrafen sei. Daraufhin hörte man wiederum eine Weile nichts mehr von Hexenverfolgung.
Im Herbst 1585 kam es dann zum ersten erfolgreichen Hexenprozess in Dornbirn. Nachdem in diesen Jahren eine wirtschaftlich extrem ungünstige Situation herrschte und 1585 Dornbirn zudem noch von der Pest heimgesucht worden war, zeigte das Dornbirner Gericht Ursula Wessin bei der Feldkircher Obrigkeit an. Da die Frau unter Folter diverse Hexereien zugegeben hatte, wurde sie zum Tode auf dem Scheiterhaufen verurteilt. Den Höhepunkt der Hexenverfolgung erlebte Dornbirn zwischen 1597 und 1605. Dornbirn stellte dabei den Mittelpunkt der Vorarlberger Hexenverfolgungen dar, so dass sich die Feldkircher Obrigkeit in Innsbruck über die Dornbirner Bevölkerung beschwerte, da diese etliche Hexenprozesse gefordert hatten und sogar zu Lynchjustiz bereit schienen. Diese Situation trieb die Feldkircher in eine tiefe Krise, da sie einerseits von den Dornbirnern zu immer neuen Hexenprozessen gedrängt wurden, andererseits aber von der Innsbrucker Obrigkeit immer wieder ermahnt wurden, gegen solch ungesetzmäßige Anschuldigungen einzuschreiten und gleichzeitig rechtmäßige Anschuldigungen so billig wie möglich zu verhandeln. Diese Situation rettete vielen Dornbirnerinnen das Leben.
Eine landesfürstliche Kommission stellte fest, dass als Rädelsführer dieser Unruhen in Dornbirn Peter Rein zu gelten hatte. Die Gemeinde wandte sich in ihrer Not sogar an Kaiser Rudolf II. in Prag. Da nun aus Sicht der Obrigkeiten Vorsicht geboten war, wurde in Dornbirn Ende Jänner 1599 ein kaiserliches Mandat vom 23. November 1598 bezüglich der rechtmäßigen Hexenprozesse publiziert. Die Unruhen und Hexenprozesse rissen jedoch bis 1605 nicht ab und flammten immer wieder sogar in Massenprozessen auf. Erst als zu Beginn des Jahres 1605 Andreas Kalb und seine Söhne wegen des Bruchs ihrer Urfehde verhaftet und inhaftiert wurden, nachdem sie zum wiederholten Mal Jos Wehinger der Hexerei beschuldigt hatten, ebbte die Flut der Hexenverfolgungen langsam ab. Dennoch kamen immer wieder Bürger des „Hexen-Nests“ Dornbirn in diversen Hexenprozessen im ganzen Land als Zeugen auf.

### Der Schwarze Tod in Dornbirn

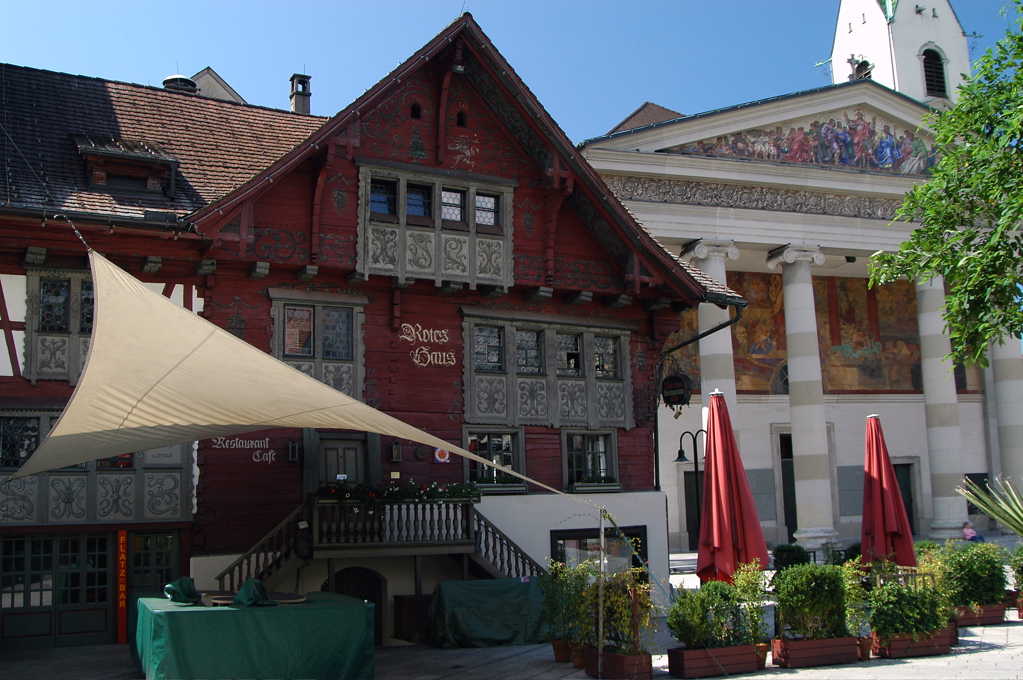
Zeitzeuge Rotes Haus – errichtet 1639.

Die Pest hielt in Dornbirn in den Jahren 1585 und später 1628 bis 1630 Einzug. Da kurz danach das Erbrecht geändert wurde, lässt sich vermuten, dass es damals zu erheblichen Verlusten in der Bevölkerung gekommen war. Schwer heimgesucht wurde Dornbirn Ende der 1620er Jahre. Nachdem am 22. Juli 1628 in Ebnit unter einer Menge herbeigepilgerter Wallfahrer der Schwarze Tod ausgebrochen war, breitete sich dieser rasch nach Ems, Dornbirn und Lustenau aus. Laut einem Vermerk im Jahrzeitbuch forderte die Pest in Dornbirn vom Rochustag (16. August) 1628 bis Mariä Lichtmess (2. Februar) 1629 nahezu 820 Todesopfer, was zur damaligen Zeit über einem Drittel der Gesamtbevölkerung Dornbirns entsprach. Unter den Opfern der Pest befand sich auch der Dornbirner Pfarrer Martin Schmid. 1629 brach die Pest erneut aus, forderte aber nurmehr 40 Todesopfer. Auch 1630 suchte der Schwarze Tod Dornbirn abermals heim, worauf beschlossen wurde, am Sebastianstag (20. Jänner) einen Bittgang nach Schwarzach zu unternehmen. Der Name des heutigen Stadtbezirks Hatlerdorf leitet sich übrigens aus einer Sage ab, wonach bei der Pest 1628/29 die gesamte Bevölkerung des Hatlerdorfs bis auf eine alte Frau und eine Geiß ohne Hörner, genannt Hattel, dahingerafft wurden. Kehlegg soll aufgrund seiner exponierten Lage von der Seuche 1628/29 verschont geblieben, dafür aber 1630 oder 1635 vom Schwarzen Tod beinahe entvölkert worden sein.

### Der Emser Kauf und dessen Rückkauf
Bereits 1654 hatten die Emser Grafen von Erzherzog Ferdinand Karl für 12.000 Gulden das Gericht zu Dornbirn gekauft, allerdings mit der Option des Wiederkaufs innerhalb von fünf Jahren. Die Dornbirner Bevölkerung leistete dagegen erbitterten Widerstand und verweigerte die Huldigung. Ein Spruch aus jener Zeit zeigt recht eindrücklich, was sie von emsischer Herrschaft hielten: „lieber schweizerisch oder schwedisch, lieber tot als emsisch.“ Eigentümlicherweise stammen diese Worte jedoch nicht von den Dornbirnern selbst, sondern wurden ihnen vom Hohenemser Grafen vorgehalten. Unterstützt von den Vorarlberger Landesständen boten sie an, 4.000 Gulden für den Rückkauf aufzubringen, verlangten dafür aber Bestätigung und Vermehrung ihrer Privilegien. Daraufhin nahm der Erzherzog den Verkauf auf Antrag Dornbirns und der Landesstände am 31. Juli 1655 zurück. Die Dornbirner belohnte er für ihre Treue zum Hause Habsburg, indem er dem Gericht ein neues und heute noch als Stadtwappen gebräuchliches Wappen verlieh.

### Loskauf von Ems

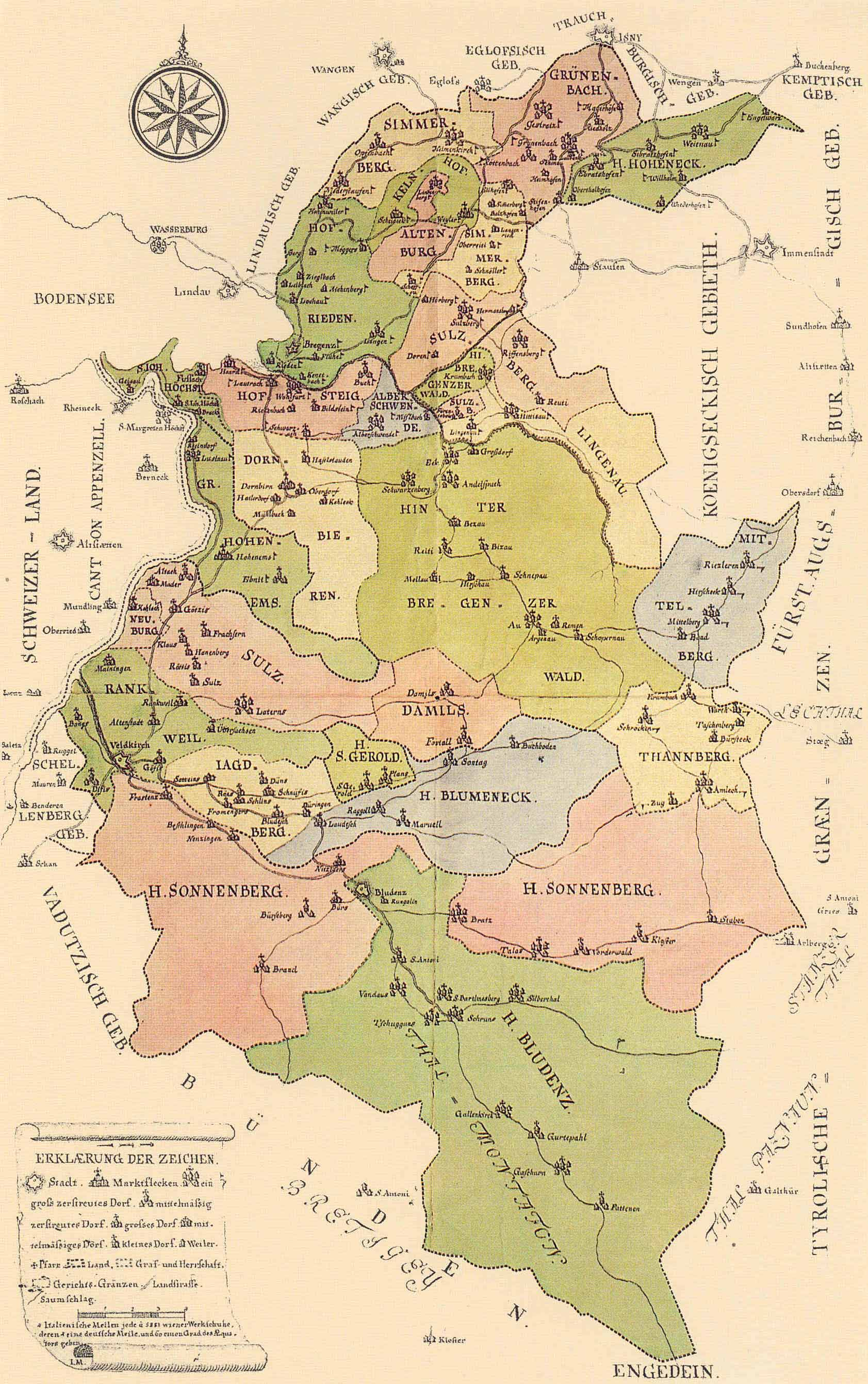
Karte Vorarlbergs aus dem Jahr 1783, der Marktflecken Dornbieren ist ein eigenständiges Gebiet.

1759 starb der letzte männliche Nachkomme des Hauses Hohenems. Durch den nun fehlenden Erben fiel die Reichsgrafschaft Hohenems an den Kaiser zurück. Aufgrund von Schwierigkeiten mit den nun noch den Emsern verbliebenen Eigentümern war die Erbin, Gräfin Rebekka von Harrach-Hohenems, bald zu dessen Verkauf bereit. Da die tief verschuldeten und zumeist auswärts lebenden Grafen von Ems schon seit Jahrzehnten keine große Rolle mehr in der Landespolitik spielten, wurde dieser Verkauf zu keinem besonderen Ereignis. Schon 1767 hatte sich der kaiserliche Hof für den Verkauf des emsischen Eigentums ausgesprochen, die darauf folgenden Verhandlungen gerieten jedoch schon bald ins Stocken. Gleichzeitig mit dem Dornbirner Loskauf wurden auch der Wolfurter Kellhof und drei Jahre später der Hof Widnau-Haslach an Einheimische veräußert. Die Verhandlungen über den Erwerb der emsischen Güter und Rechte auf Dornbirner Grund waren in der Gemeinde kein großes Geheimnis. Der Rat und die Gemeinde fanden es nur nicht rathsamm, sich offiziell nach dem Preis zu erkundigen.
So wurden am 6. Oktober 1771 der Stabhalter Josef Danner, der Gerichtsschreiber Johannes Zumtobel und der Verwalter von Neuburg, Johann Georg Stauder vom Dornbirner Amtsammann Johann Kaspar Rhomberg mit den Verhandlungen beauftragt. Die Unterzeichnung des Loskaufvertrags am 30. Oktober 1771 erfolgte dann auch ausdrücklich durch bevollmöchtigt=legitimirten gericht= und gemeinds abgeordneten von Dorenbieren. Für sämtliche emsischen Besitzungen, geistlichen und weltlichen Rechte, Zinsen und Lehen im Gericht Dornbirn zahlten sie 45.250 Gulden. Der Kauf wurde jedoch erst rechtskräftig nach einer Ratifizierung durch den Kaiser. Dies schob sich aufgrund von Problemen beim Verkauf anderer emsischer Besitzungen immer weiter hinaus. Endgültig bestätigt wurde der Vertrag von 1771 erst drei Jahre später, am 13. September 1774, über die vorderösterreichische Regierung in Freiburg im Breisgau. Im darauf folgenden Jahr bezahlten die Dornbirner die erste Rate über 15.250 Gulden, die Restsumme wurde bis November 1776 aufgebracht. Dazu wurden 10.000 Gulden aus Graubünden entlehnt. Mit diesem Vertrag wurde die Gemeinde nun selbst Leibherr über 88 Familien. Der Loskauf von Ems wird heute von Historikern als Umbruch betrachtet, der die Industrialisierung im folgenden Jahrhundert bewirken sollte.

### Aufstand gegen josefinische Reformen
Im Jahr 1789 – ein Jahr vor dem Tod Josefs II. – brachen in Dornbirn schwere Unruhen gegen die kirchlichen Reformen des Kaisers aus. Die überwiegend katholischen Bürger Dornbirns sahen sich in der Ausübung ihrer religiösen Praxis bedroht und wurden daher gewalttätig. An die Spitze dieses Tumultes stellte sich schon bald der Hatler Löwenwirt Franz Josef Ulmer. Dabei spielten vor allem die sozialen Unterschiede zwischen dem städtisch geprägten Niederdorf und dem ländlich-bäuerlichen Hatlerdorf eine entscheidende Rolle: Während viele Kaufleute, Wirte und Gewerbetreibende die Reformen Josefs begrüßten, trafen sie bei den Bauern und Feldarbeitern auf tiefe Ablehnung. Die Situation eskalierte im Jahr 1791, als die Regierung beschloss, das Militär gegen die Aufständischen einzusetzen. Beim Gebrauch von Schusswaffen kamen zwei Menschen ums Leben. Der Anführer der Dornbirner Unruhestifter, Franz Josef Ulmer, wurde festgenommen und in Innsbruck inhaftiert, wo er kurz darauf verstarb. Nach diesen Unruhen wurden eine Zeit lang militärische Verbände in Dornbirn einquartiert, dafür mussten die Bewohner Dornbirns allerdings selbst aufkommen.

### Erhebung zur Marktgemeinde
Im Jahr 1793 erhielt die Gemeinde Dornbirn das Recht auf einen Wochenmarkt und wurde damit Marktgemeinde. Zu diesem Zeitpunkt konnte sich die junge Marktgemeinde bereits mit den Städten Vorarlbergs einwohnermäßig messen – wohlgemerkt mit allen drei zusammengezählt –, in den darauf folgenden Jahren überholte sie diese sogar. Bald darauf folgten jedoch die Koalitionskriege gegen Frankreich, womit für zwei Jahrzehnte nicht an einen Wochenmarkt zu denken war. Erst im Jahr 1816 beantragte die Gemeinde wieder einen Wochenmarkt. Als Markttag wurde der Montag festgelegt und die Marktordnung übernahm die Stadt Bregenz. Diese Wochenmärkte wurden allerdings noch lange Zeit über eher sporadisch abgehalten.

### Dornbirn fällt an Bayern

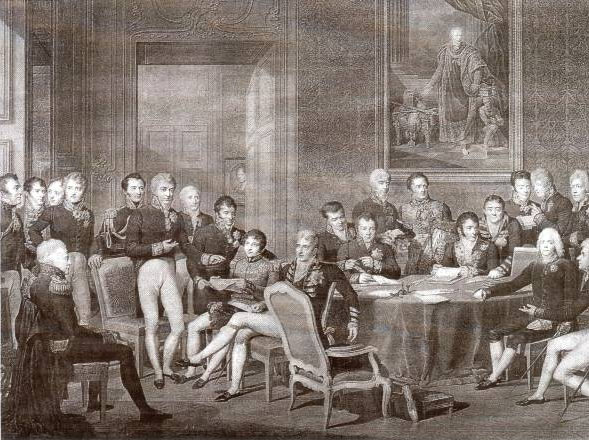
Beim Wiener Kongress wird Vorarlberg schließlich wieder ans Kaisertum Österreich zurückgegeben.

Mit dem Frieden von Pressburg musste das Kaisertum Österreich unter Kaiser Franz I. die Grafschaft Tirol und Vorarlberg an das Kurfürstentum Bayern abtreten. Dadurch fiel auch die junge Marktgemeinde Dornbirn im Jahr 1805 unter bayrische Herrschaft. Während dieser knapp neunjährigen Zeit unter bayerischer Herrschaft wurde Dornbirn zum Sitz des Landgerichts Dornbirn und damit einer von nur mehr sechs Gerichtsstandorten in Vorarlberg, womit die Bayern die bis heute gültige Gerichtsbezirkseinteilung in Vorarlberg vorwegnahmen. Bemerkenswert ist weiters, dass während der relativ kurzen Herrschaft der Bayern Überlegungen im Raum standen, Dornbirn aufgrund seiner Größe in vier eigenständige Gemeinden zu teilen. Dies sollten die vier zu dieser Zeit existierenden Ortsteile Dornbirns sein: Niederdorf (heute Bezirk Markt), Hatlerdorf, Oberdorf und Haselstauden. Gegen diese Teilung wehrten sich die Dornbirner Bürger heftig. So wurde unter anderem argumentiert, dass manche Parzellen schon seit über 1000 Jahren zur Gemeinde gehören würden, welche überdies einen einzigen Steuerbezirk ausmachte und lediglich ein Pfarramt aufwies. Die Eindämmung der Dornbirner Ach, hieß es weiter, müsse von allen Bewohnern der Talgründe gemeinschaftlich betrieben werden. Wenige Monate später, im Jahr 1814, fiel Vorarlberg im Rahmen des Wiener Kongresses wieder zurück an Österreich und die Idee einer Aufsplitterung der Gemeinde verlief sich im Sand bzw. wurde totgeschwiegen.

### Frühindustrialisierung und moderne Politik

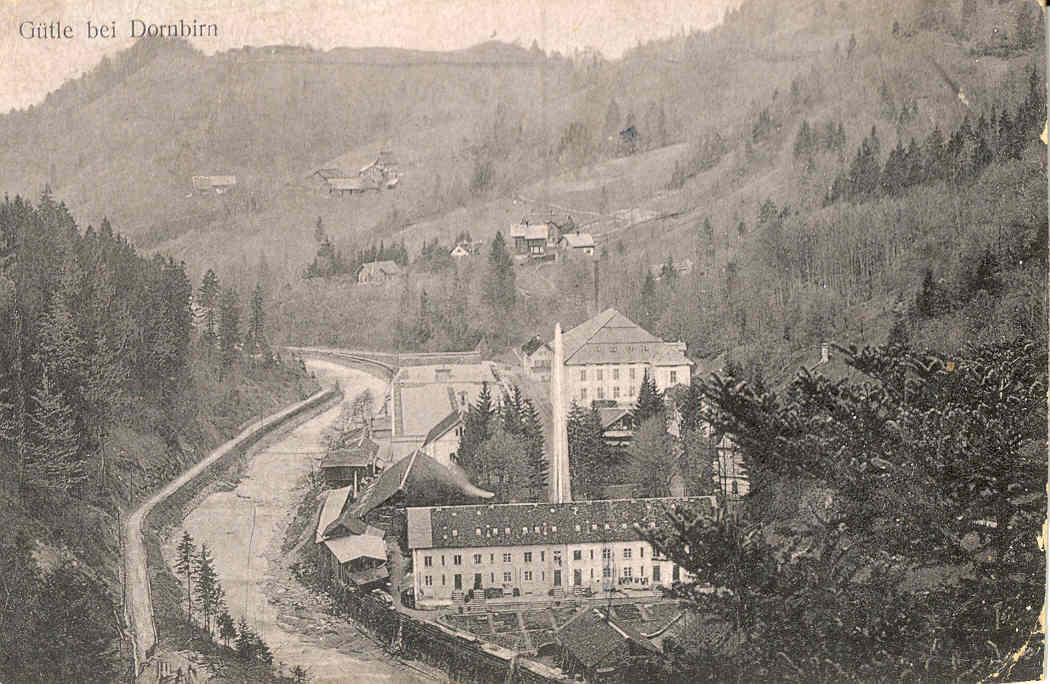
Textilfabrik F.M. Hämmerle um 1900.

Mit dem Bau der ersten Textilfabriken und dem Aufblühen der wohlhabenden Textilfabrikantenfamilien nahm auch die moderne Parteipolitik Einzug in Dornbirn. Um 1830 entstanden die ersten großen Webereien und Stickereien, doch bereits zuvor hatte die Textilindustrie die Stadt als idealen Standort entdeckt. Die wichtigsten Fabriksbesitzer kamen aus wohlhabenden Familien und nahmen auch alsbald die politischen Funktionen in Dornbirn ein. Die tatsächliche Industrialisierung schaffte ihren Durchbruch jedoch erst nach Mitte des 19. Jahrhunderts. Die erste Dampfmaschine wurde 1856 von der Firma Salmann & Lenz angeschafft. Kurz darauf wurden auch die großen Betriebe F.M. Hämmerle und F.M. Rhomberg sowie J.A. Winder mit solchen Maschinen ausgestattet. Um 1894 besaßen alle großen Dornbirner Textilfabriken Dampfmaschinen. Zwar entstanden die größten und bedeutendsten Industriebetriebe Dornbirns schon vor dem Bau der Eisenbahn 1870, diese kurbelte die Entwicklung der Industrie in Vorarlberg jedoch zum Ende des 19. Jahrhunderts noch einmal an. Dieser industrielle Aufschwung hatte nun auch die Bildung wohlhabender Familien in Dornbirn zur Folge, die auch das Geld und die Macht hatten, die Politik in der größten Gemeinde des Landes an sich zu reißen.

## Zeitgeschichte

### Stadterhebung im Jahr 1901

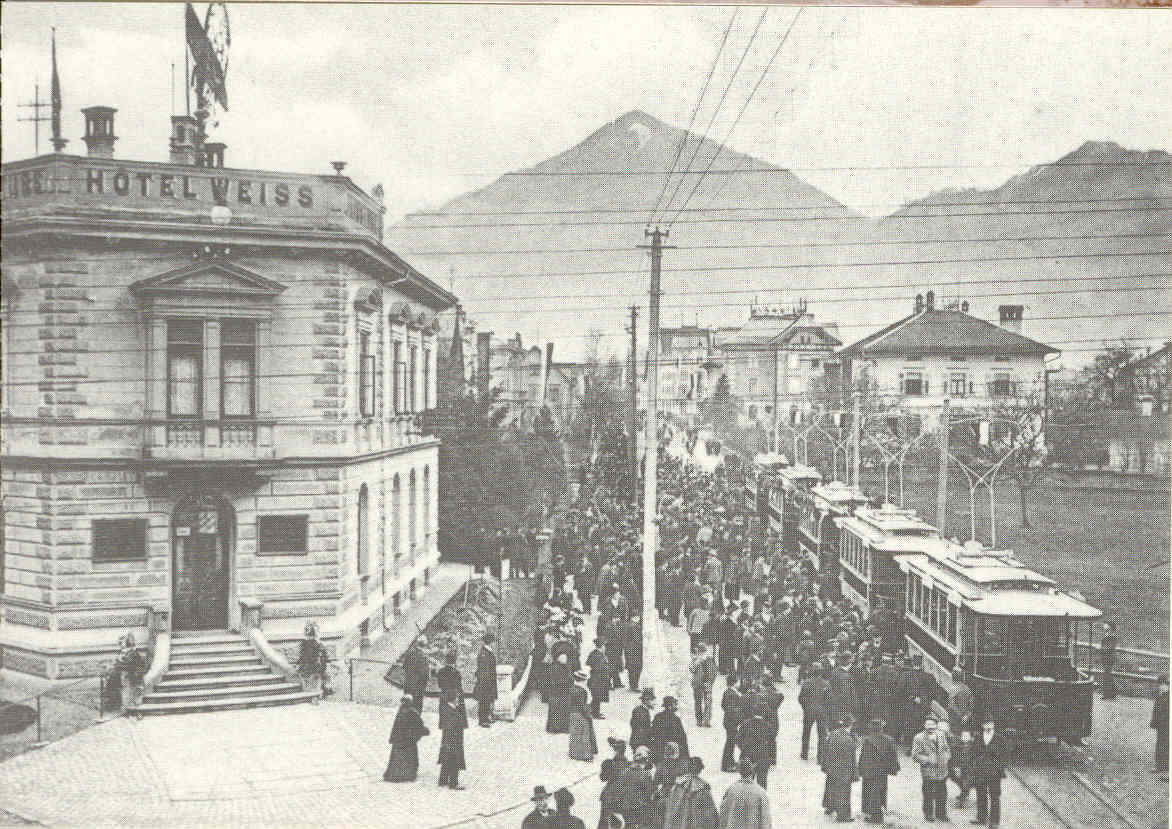
Eröffnung der EBDL im Jahr 1902.

Mit zu den bedeutendsten Ereignissen in der Geschichte Dornbirns gehört wohl die Stadterhebung im Jahr 1901 durch Kaiser Franz Joseph I. Auszug aus dem Originaltext des Stadterhebungsdiploms: Wir (...) haben Uns in Unserer kaiserlichen und königlichen Machtvollkommenheit bewogen gefunden mit Unserer Entschließung vom 21. November 1901 Unseren getreuen Markt DORNBIRN in Unserem Lande Vorarlberg in huldvollster Würdigung seines geregelten Gemeinwesens und seines bedeutenden Aufschwunges über die Bitte der Gemeindevertretung zu einer Stadt zu erheben.
Gleichzeitig mit der Erhebung zur Stadt erlaubte der Kaiser die weitere Führung des Wappens mit dem Birnbaum als Stadtwappen. Die Nachricht von der soeben bewilligten Erhebung zur Stadt traf in Dornbirn am 5. Dezember per Telegramm ein. Daraufhin wurde veranlasst, dass die Glocken aller Pfarrkirchen im nunmehrigen Stadtgebiet geläutet werden sollten. Wenige Tage später wurden dann die offiziellen Stadterhebungsfeierlichkeiten unter Bürgermeister Johann Georg Waibel sowie ein Fackelzug mit rund 1400 Teilnehmern veranstaltet. Damit war Dornbirn als vierte Gemeinde Vorarlbergs zur Stadt erhoben worden, unter diesen Vieren stellte sie schon damals mit knapp 13000 Einwohnern die größte Stadt dar. Und tatsächlich war der Grund der Stadterhebung wohl der in der Urkunde angesprochene „bedeutende Aufschwung“. Dieser wurde durch die soeben in Bau gegangene Elektrische Bahn Dornbirn-Lustenau sowie den Einzug des elektrischen Lichts in die Dornbirner Fabrikhallen begründet. Zudem hatte Kaiser Franz Josef persönlich in Dornbirn das erste Außerhaus-Telefon der Österreich-Ungarischen Monarchie in Betrieb genommen. Die berühmt gewordene Urkunde zur Stadterhebung wurde jedoch erst am 28. Februar 1902 in Wien ausgestellt.

### Erster Weltkrieg

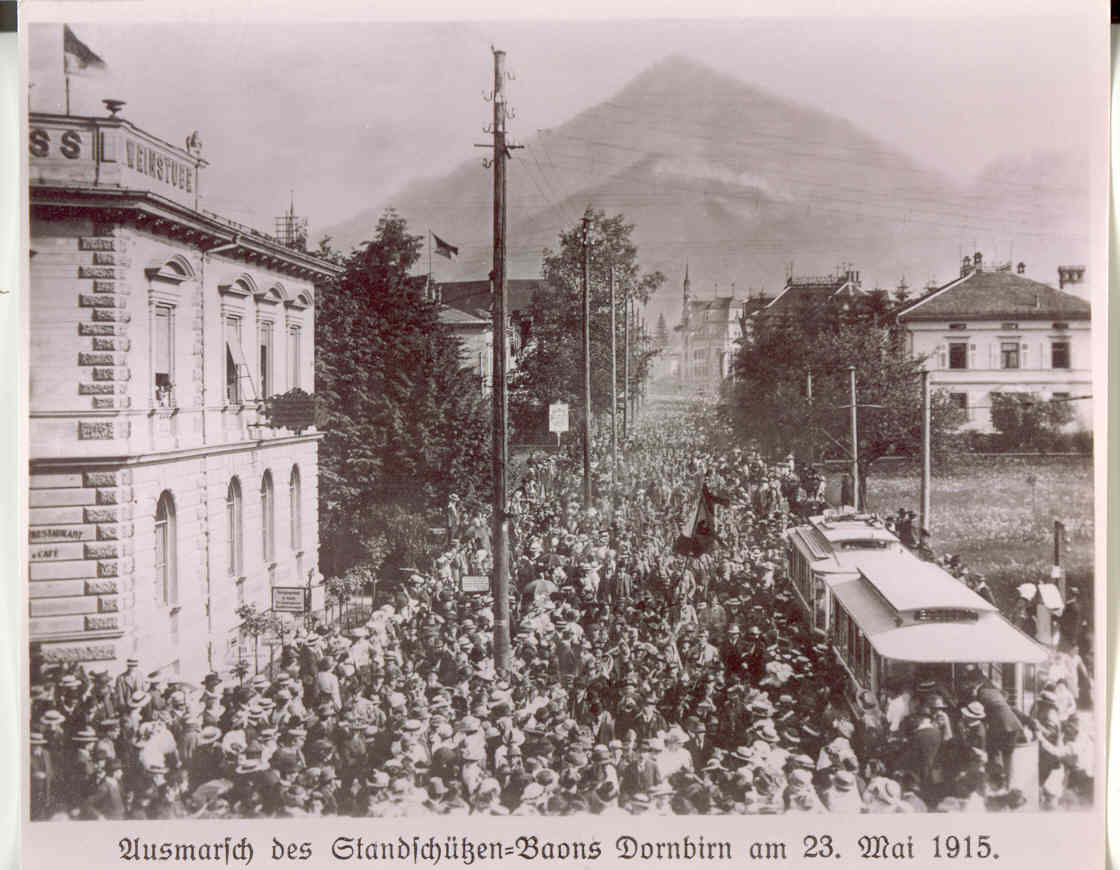
Auszug des Standschützenbataillons Dornbirn am 23. Mai 1915

Mit dem Attentat auf das österreichisch-ungarische Thronfolgerpaar am 28. Juni 1914 in Sarajewo begann der Moment der Weltpolitik, der heute als Vorabend des Ersten Weltkriegs bezeichnet wird. In den darauf folgenden vier Wochen des Julis verfolgten auch die Dornbirner Bürger patriotisch die bedeutsamen Schritte, welche schließlich zur Kriegserklärung an Serbien führten. Dennoch hatte der damalige Dornbirner Bürgermeister Engelbert Luger bis auf ein paar zufällige Passanten kaum Zuhörer, als er vor dem Rathaus das Manifest des Kaisers „An Meine Völker!“ verlas. Mit der Generalmobilmachung vom 31. Juli, welche im ganzen Gemeindegebiet proklamiert und plakatiert wurde, wurden schließlich 2400 Dornbirner Männer im Alter von 18 bis 42 Jahren eingezogen. Der zur Schau gestellte Patriotismus war auch in Dornbirn nur eine Maskerade, die die Nachdenklichkeit und Besorgnis der Bevölkerung kaschieren sollte. Die nun eingerückten Dornbirner bis zu 35 Jahren dienten vornehmlich bei den vier Tiroler Kaiserregimentern sowie den drei Regimentern der Tiroler Landesschützen. 
Die 35- bis 40-Jährigen wurden dagegen den Tiroler Landsturmregimentern 1 und 2 zugewiesen. Entgegen den Erwartungen der Bevölkerung wurden jedoch auch die dem Landsturm zugewiesenen Soldaten bald schon an den Kriegsfronten eingesetzt. Von den 2400 eingerückten Dornbirnern fielen bereits im ersten Kriegsjahr 87 dem Krieg zum Opfer, 22 wurden als vermisst gemeldet.
Somit fanden im Jahr 1914 noch zwei, im darauffolgenden Jahr gar acht Nachmusterungen statt, bei denen sogar die 50-jährigen Männer noch auf ihre Tauglichkeit geprüft wurden. Im Mai 1915 wurde dann aufgrund des sich abzeichnenden Kriegs gegen Italien und der damit verbundenen Südfront das „letzte Aufgebot“ mobilisiert, die Standschützen. Die Dornbirner Standschützen – von insgesamt 630 Mann waren davon 245 direkt aus Dornbirn – zogen am 23. Mai 1915, dem Tag der Kriegserklärung Italiens, feierlich aus ihrer Heimatstadt aus. Anfang 1916 standen bereits rund 3000 Dornbirner auf den verschiedenen Schlachtfeldern, ein Jahr später waren es 4000, was einem Viertel der in Friedenszeiten erhobenen Gesamtbevölkerung der Stadt entsprach. Insgesamt starben im Laufe des Ersten Weltkriegs 596 Soldaten aus Dornbirn. Davon sind 157 Mann im Kampf gefallen, 287 in Lazaretten verstorben, 72 ihren Verwundungen nach Kriegsende erlegen und 80 gelten als vermisst.

### Zwischenkriegszeit
In den auf den Großen Krieg folgenden Jahren griff auch in Dornbirn die wirtschaftlich schlechte Gesamtsituation in die Lebensumstände der Bevölkerung ein. Arbeitsplätze, Geld sowie Nahrungsmittel waren rar und es herrschte eine allgemein schlechte Stimmung. Dennoch blieb Dornbirn wie das gesamte Westösterreich von der allgemeinen politischen Verwirrung der 1920er Jahre und den Bürgerkriegsunruhen weitestgehend verschont. Die bereits vor dem Krieg sehr starken Christlichsozialen waren in den Jahren der Ersten Republik die bestimmende politische Macht in Dornbirn und stellten in dieser Zeit auch sämtliche Bürgermeister der Stadt. Die Bürger waren jeder neuen politischen Richtung gegenüber offen oder sogar herzlich eingestellt, solange sie nur eine Verbesserung der aktuellen Wirtschaftslage versprach. So wurde Dornbirn bereits vor dem Anschluss Österreichs ans Deutsche Reich aufgrund der hohen Zahl bekennender Nationalsozialisten als „braunes Nest“ in Vorarlberg bezeichnet. Die Zahl der Nationalsozialisten in Dornbirn vor dem Verbot der NSDAP in Österreich am 19. Juni 1933 wird heute auf etwa 600 bis 800 Personen geschätzt, wobei es besonders die wohlhabenderen Industriellen waren, die die Nationalsozialisten stützten.
Deutlich zeigte sich der Ruf Dornbirns als braunes Nest beim Besuch von Kanzler Engelbert Dollfuß am 29. Juni 1933, als dieser unter militärischer Bewachung und „Heil Hitler“-Rufen durch die Stadt zog. Letztlich musste der Kanzler nach einer kurzen Ansprache in der Viehmarkthalle zu seiner eigenen Sicherheit durch eine Seitengasse aus der Stadt abreisen. Zwischen dem 5. und 31. Juli wurden daraufhin 27 Dornbirner wegen politischer Betätigung festgenommen, was in Vorarlberg absoluter Rekord war. In den darauf folgenden Monaten erlebte Dornbirn eine bis dato nicht gekannte Welle des Terrors. Etliche Male wurden kleinere Sprengstoffanschläge und Hakenkreuzschmierereien verübt. Es wurden über 500 Dornbirner zu insgesamt mehr als 25.000 Tagen Haft verurteilt, zusätzlich wurde die 9. Kompanie des Infanterieregiments Nr. 5 aus Krems nach Dornbirn verlegt.

### Zeit des Nationalsozialismus und Zweiter Weltkrieg

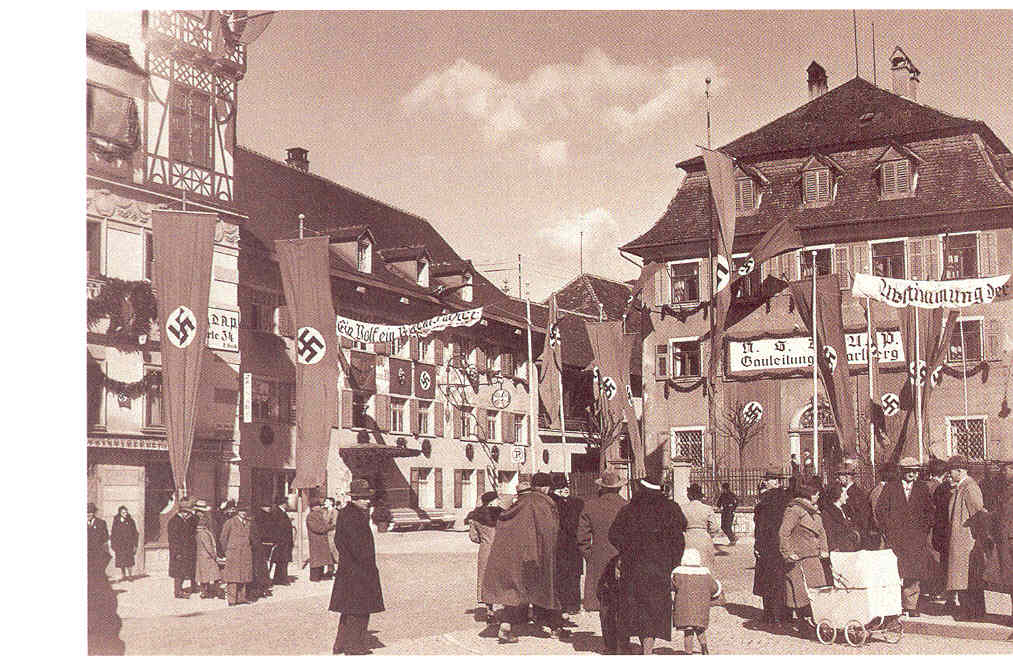
Propaganda im Vorfeld der Volksabstimmung 1938 in Dornbirn

Am 12. März 1938 marschierten nach der Abdankung von Kanzler Kurt Schuschnigg tags zuvor auch in Dornbirn Truppen der deutschen Wehrmacht unter allgemeinem Jubel der Bevölkerung ein. Anton Plankensteiner zog daraufhin als neuer Gauleiter sofort von Dornbirn aus nach Bregenz, um Landeshauptmann Ernst Winsauer seines Amtes zu entheben. Bei der knapp einen Monat darauf erfolgten Volksabstimmung zum Anschluss Österreichs an das Deutsche Reich am 10. April 1938 stimmten in Dornbirn 98,57 % der Stimmberechtigten für den Anschluss. Nur 144 Personen stimmten dagegen, 22 wählten ungültig und weitere 14 enthielten sich ihrer Stimme.
Bereits kurz danach begannen die Deportationen von politischen Gegnern und Juden ins Konzentrationslager Dachau, darunter der Familie Turteltaub, der einzigen jüdischen Familie in Dornbirn. Maßgeblichen Anteil an der Bekämpfung der zuvor noch illegalen Nationalsozialisten hatte der Dornbirner Gendarmeriepostenkommandant Hugo Lunardon, der nach der Machtergreifung der Nationalsozialisten sofort von diesen in Haft genommen und ins Konzentrationslager Mauthausen abtransportiert wurde, wo er 14. März 1940 getötet wurde. Auch der 2011 in der Dornbirner Stadtpfarrkirche St. Martin seliggesprochene Kaplan Carl Lampert, der als junger Priester in Dornbirn tätig war, wurde von den Nationalsozialisten verhaftet und am 13. November 1944 hingerichtet.
Während der Zeit des Nationalsozialismus in Österreich war Dornbirn neben Bregenz und Bludenz in der Folge eine der drei Vorarlberger Kreisstädte im Reichsgau Tirol-Vorarlberg. Im Zweiten Weltkrieg leisteten teils freiwillig, teils erzwungenermaßen insgesamt 5.789 Männer aus Dornbirn Kriegsdienst, wobei diese größtenteils in der deutschen Wehrmacht eingesetzt wurden. Von den Dornbirner Soldaten starben mindestens 716, nach anderen Quellen bis zu 1000.